# Radio 3
Radio 3 es una emisora de radio española de ámbito nacional integrada en la corporación pública RTVE. Sus emisiones comenzaron el 1 de julio de 1979, bajo la denominación Tercer Programa de RNE, aunque en 1981 adoptó su denominación actual. Desde 2012 su director es el periodista y crítico musical Tomás Fernando Flores.
Los contenidos se centran fundamentalmente en la actualidad de los géneros musicales alejados del mainstream y de las listas de éxitos tales como la música independiente, el rock alternativo, la música electrónica o el hip hop. Cuenta con programas musicales dedicados a géneros con escasa presencia en las radios musicales comerciales como música folclórica, flamenco, músicas del mundo, jazz, country, blues, reggae, música brasileña, heavy metal, punk o new age. También aloja en su parrilla espacios dedicados a la literatura, el cine, el teatro, las artes plásticas, la creatividad o las nuevas tecnologías. Una de las señas de identidad de la emisora es la innovación de formatos y, además de la emisión que se pueden sintonizar en FM, DAB, TDT, DVB-S e Internet, cuenta con un apartado específico denominado Radio 3 Extra con contenidos audiovisuales exclusivos para su distribución en Internet.
En reconocimiento al trabajo de «los que han construido la historia de Radio 3 y han abierto el camino incluso a los que vendrán» y a la continuidad de programas «centrados en la actualidad musical alejada de las listas de éxitos», en 2009 se le concedió a Radio 3 la Medalla de Oro al Mérito en las Bellas Artes que otorga el Ministerio de Cultura español.

## Programación en colaboración con TVE
Desde la década de 1990 Radio 3 dedica gran parte de su programación a la información y retransmisión de festivales y conciertos, con espacios específicos dedicados a ello como Los conciertos de Radio 3, que se realizan en colaboración con La 2 de TVE. Entre los eventos de esta índole pueden citarse: el Sónar, Warm Up Murcia, Cruilla Barcelona, Primavera Sound, Vida o Rototom, entre otros.

## Programas
- Parrilla de programación.
- Lista de programas.

## Historia
El embrión de la cadena se encuentra en radio cultural que nació bajo el nombre de Programa Cultural de RNE en OM para Madrid el 12 de octubre de 1952, cuya primera retransmisión se realizó entre las 22:30 y las 00:30 horas.
En 1967 fue renombrado Tercer Programa de RNE y empezó a emitir programación común con el Segundo Programa de RNE, ampliando su programación musical, ya que, por entonces, el Tercer Programa, dentro de su programación cultural, emitía algunos programas de música clásica, mientras que el Segundo Programa también emitía música de otros géneros.
En 1973 el Tercer Programa de RNE incorporó la programación del Programa Educativo de RNE, el programa de RNE que emitió en FM en Barcelona entre 1967 y 1973. Su programación contaba con unas horas de educación y también de cultura.
Radio 3 nació el 1 de julio de 1979 como una sección nocturna de El Tercer Programa. El programa tenía una duración de cinco horas semanales, a partir de las 22.00. En esta primera etapa, dirigida por Alfonso Gallego, ya estaban presentes muchas de las señas de identidad que se mantendrían vigentes durante la historia de la emisora.

### Década 1980
En 1981 se creó una emisora propia de ámbito nacional con 20 horas diarias de programación, ampliando sustancialmente los contenidos y objetivos del periodo inicial. Durante sus primeros meses de vida, la nueva emisora estuvo dirigida por su impulsor, el entonces locutor (y más tarde periodista y escritor) Fernando G. Delgado. Su modelo, especialmente atractivo para una audiencia universitaria con espíritu inquieto y contestatario, sería durante muchos años sello de identidad de la emisora.
Tras un periodo de rodaje con agendas culturales y franjas de música presentadas por diversos especialistas, Delgado codiseñó e incentivó algunos espacios de radio que se harían muy populares entre la audiencia universitaria, entre ellos La Barraca del Tercero, presentada por el periodista Manolo Ferreras, Imágenes 3 con Gloria Berrocal y José Manuel Rodírguez "Rodri",, Ateneo con la locutora Aurora de Andrés y el escritor Alfonso Gil, o el espacio nocturno Tris Tras Tres (1981 y 1987), además de diversos programas de música, presentados por críticos o especialistas en distintos estilos musicales.
El antiguo Diario Hablado Cultural evolucionó, bajo la dirección de Jesús Vivanco, hacia una fórmula informativa equilibrada pero muy atractiva para el perfil de audiencia de la emisora, que en ese periodo experimentó un inusitado crecimiento, llegando a rivalizar con cadenas privadas muy populares en el dial de frecuencia modulada. La literatura también estaba presente en Radio 3 mediante microespacios de lectura interpretada repartidos durante todo el día con el título de Biblioteca de Radio 3, dirigida y presentada por Carlos Faraco.
En 1982, Eduardo García Matilla releva a Fernando G. Delgado en la dirección pero sin modificar prácticamente el modelo y contenidos. Puede mencionarse la puesta en antena del Diario Pop que llegaría a ser uno de los programas más emblemáticos de la emisora, creado por el luego empresario de los medios de comunicación José Miguel Contreras, cuya emisión perduraría hasta finales de 2007 presentado por diferentes locutores.
Entre el 11 de junio y el 11 de julio de 1982, con ocasión del Mundial de fútbol de 1982, Radio 3 FM adoptó el nombre de Radio Mundial 82. Cada media hora emitía boletines de noticias en varios idiomas para los asistentes al mundial de fútbol. El resto de la programación emitía canciones de todo tipo a modo de radiofórmula sin programas específicos.
Durante ese segundo periodo, en plena Transición española y a pesar de la etiqueta de conservador de Carlos Robles Piquer como director de RTVE, Radio 3 desarrolló una estética abierta y en cierto modo comprometida, muy próxima a la izquierda política. Tras la primera victoria del PSOE en las elecciones, la cadena incorporaría boletines informativos cada hora y pasaría a emitir durante las veinticuatro horas del día.
La emisora fue de gran importancia en este periodo en la cultura juvenil española, apoyando las nuevas propuestas -especialmente las musicales- que surgían en todo el país y jugando un papel clave en la popularización de fenómenos de élite y concentración como la Movida madrileña.
Entre 1986 y la reunificación de la imagen de todas las radios de RNE en 1988, tuvo el nombre de Nacional 3 FM.

### Década 1990
En 1990 RTVE aprobó la reconversión de Radio 3 en una emisora eminentemente musical, tarea encomendada a Pedro H. Muñoz por Fernando Delgado desde la dirección general. Aunque mantuvo contenidos culturales (ecología, drogas, la Universidad o el mundo laboral), se dio una mayor cuota al emergente mercado de música étnica, eludiendo temporalmente el imperativo anglosajón comercial y promoviendo microespacios de especialización musical. Así, a diferencia de las emisoras comerciales, se escapaba del sometimiento de Radio 3 a las multinacionales discográficas, ofreceiendo un producto diferenciado del resto de radiofórmulas musicales de Frecuencia Modulada (FM).
En ese periodo se produjo la fusión de Radio Cadena Española con Radio Nacional de España. Entre los profesionales que pasaron a formar parte de Radio 3, puede recordarse a Julio Ruiz y su Disco Grande (iniciado en Radio Popular de Madrid el 27 de marzo de 1971 y que luego prosiguió, ya en RTVE, a partir del 83 en Radiocadena Española), o Paco Pérez Bryan, que más tarde fue director, promovido por Beatriz Pécker desde la jefatura de programas de RNE. En el dilatado y caótico proceso de fusión de las emisoras estatales, Radio 3 tomó en nombre oficial de Radio 3 Pop (1991 a 1995) y se sucedieron los diseños de programación con escasa fortuna en la captación y conservación de audiencia. En ese lento desmantelamiento de la histórica Radio 3, pueden recordarse reformas abultadas como el macro-programa musical genérico llamado Música x 3 que se emitía, con música seleccionada semanalmente por una mesa formada por diez especialistas musicales, entre ellos Rafael Abitbol, Jesús Ordovas, José María Rey o Luis Izar entre otros editores,  
En 1996, con la llegada a la dirección de José Luis Ramos (antes en Radio Exterior de España, el Hilo Musical y el sello discográfico de RNE), se recuperó la idea de espacios mixtos con contenidos culturales y mitos de la radio creativa como Faraco, Juan Francia o Jesús Beltrán que ocupó la subdirección. Además, entre 1997 y 2000, la señal de Radio 3 se emitía en la carta de ajuste de Canal AluCine.
Continuaron en antena clásicos monográficos musicales como Siglo 21 para la música electrónica, o Bulevar para el indie y el rock alternativo. También se creó el espacio-conexión Los conciertos de Radio 3, emitido conjuntamente por La 2 de TVE, y en el que se alternaron grupos nacionales e internacionales en directo. Por él han pasado primeras figuras de la música como Lou Reed, Smashing Pumpkins o Manic Street Preachers. También se inició un periodo de colaboración con los principales festivales surgidos en España, tales como el Festival Internacional de Benicassim, Sonar, o Summercase.
Tras Ramos, tomó la dirección Pérez Bryan, de la mano de la directora de programas Beatriz Pecker, antigua realizadora y presentadora de la Radio 3 histórica (década de 1980). De los dos años de Pérez Bryan, se puede destacar su apuesta por un espacio despertador innovador como lo fue Chichirichachi entre los años 1997 y 1999, dirigido y presentado por Sara Vítores y Juan Suárez, a partir de una idea y con la producción general de Carlos Faraco.

### El paso alsigloXXI
En 1999 el guionista Federico Volpini fue nombrado director de Radio 3, puesto en el que resistió hasta 2003. Su mayor apuesta por la radio creativa inherente al elemento histórico de Radio 3, en el contexto de la ficción dramatizada, fue la puesta en antena del serial Cuando Juan y Tula fueron a Siritinga.
Entre 2007 y 2008, la aplicación de un expediente de regulación de empleo (ERE) para los trabajadores de la Corporación RTVE, supuso la jubilación anticipada voluntaria de algunos "dinosaurios de las ondas", desde pioneros como Jorge Muñoz o Xavier Moreno hasta ‘estrellas’ como Faraco o Volpini, pasando por "tiranosaurius del pop" como José María Rey o Jesús Ordovas, por citar solo algunos nombres.
La emisora celebró con diversos acontecimientos culturales su Treinta Aniversario (bajo el lema Radio 3: la de siempre, como nunca).
Con el apoyo técnico de iRTVE, Radio 3 dio en aquellos días el salto definitivo a la red, trasladando progresivamente su programación a internet y fomentando la ciber-participación.
Ya en los primeros años de la década de los veinte del siglo XXI, llegaría la jubilación de los  últimos programas veteranos de la emisora, (Disco Grande, Discópolis, El Séptimo vicio, entre otros).
Desde el día 13 de febrero de 2024, la cadena ha retomado sus emisiones en sistema digital DAB+ en ciudades como Bilbao, Valencia, Sevilla y Murcia (consultar más abajo las frecuencias de emisión). 

### Medalla de Oro al Mérito en las Bellas Artes
El viernes 26 de febrero de 2009 se le concedió a Radio 3 la Medalla de Oro al Mérito en las Bellas Artes que otorga el Ministerio de Cultura, siendo directora Lara López (cargo que ocupó desde mayo de 2008 y hasta julio de 2012). Se trata de un gran reconocimiento a una de las máximas de la emisora: el tratamiento de la cultura, su difusión, y sobre todo haciéndola accesible al público que la escucha. En el texto de concesión del premio se valoran los contenidos de la cadena, centrados en la actualidad musical alejada de las listas de éxitos; y además resalta la puesta en marcha de programas temáticos de otras músicas que no tienen cabida en las radios comerciales.

### Radio 3 Extra
El 4 de febrero de 2013 Radio 3 puso en marcha el proyecto Radio 3 Extra. Un espacio en su web para contenidos audiovisuales alternativos a la programación habitual de la emisora. Con la particularidad de que todos se pueden compartir fácilmente en las redes sociales. Incluyendo espacios de tendencias, videoclips, clases de guitarra, deportes de acción, programas bilingües, actualidad pop, dance, soundsystem y arte sonoro, entre otros.

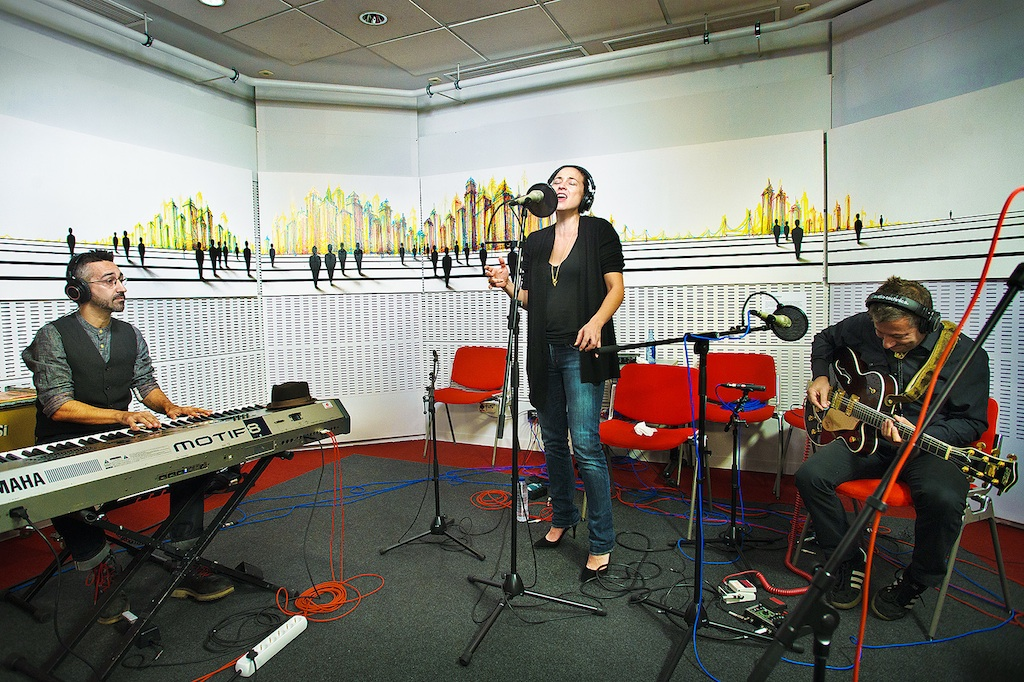
'Time line' es el nuevo estudio de Radio 3, una obra creada por el artista SUSO33

### App Radio 3
El 17 de octubre de 2013 Radio 3 lanzó su aplicación exclusiva para teléfonos móviles y tabletas Apple y Android. Con la emisión en directo y todos los podcasts de los programas. También con todos los contenidos audiovisuales de Radio 3 Extra.

### Antena de Oro
El 28 de octubre de 2013 Radio 3 fue galardonada con la Antena de Oro, en la persona de su director Tomás Fernando Flores, por la Federación de Asociaciones de Radio y Televisión de España. Entidad formada por los profesionales de los medios audiovisuales de todo el país.

### Premio Fest
En 2019, Radio 3 fue reconocida como mejor medio de comunicación por su apoyo y difusión de los festivales en la gala de los Premios Fest.

### Radio 3 HQ
El 10 de marzo de 2014 Radio 3 comenzó a distribuir su programación con sonido en Alta Calidad a través del canal de radio en la TDT para toda España. En formato MPEG-1 Layer 2, a 320Kbps, con una señal de rango dinámico superior, si ruidos ni distorsiones. Destinado a los oyentes más melómanos. Incorporando, además por primera vez en una emisora de radio, información de todos los programas a través de la Guía Electrónica de Programas (EPG) que se difunde en la emisión digital.
El 8 de octubre ese mismo año (2014), Radio 3 inauguró un nuevo estudio central en la Casa de la Radio, en Prado del Rey, Madrid, con un innovador diseño del artista SUSO33.

### Cultura 15
En abril de 2015 Radio 3 organizó el ciclo de debates Cultura 15 en el Claustro de los Jerónimos del Museo del Prado. Un encuentro para hablar sobre la creatividad y la cultura con la revolución digital del siglo XXI. Debates sobre cine, literatura, música, artes plásticas y espacios culturales que contaron con la participación de Miguel Zugaza, Suso33, Jaime Chavarri, Patricio Pron, Eva Amaral, José María Lasalle, Carlos Pardo, Daniel G. Andújar, Lucía Casani y José Miguel Cortes, entre otros.

### Cultura 16
En abril de 2016 la emisora organizó el segundo ciclo de debates sobre cultura contemporánea y la creatividad, Cultura 16. En el Claustro de los Jerónimos del Museo del Prado se habló sobre videojuegos, arte digital, cómics, poesía y espacios culturales con la participación de Manuel Borja Villel, Carlos Urroz, Ane Rodríguez, Max, David Rubin, Carlos T-Mori, Marina Nuñer, Gonzo Suárez, Valeria Castro, Raúl Rubio, Antonio Lucas y Marceli Antúnez entre otros.

### Cultura 17
Por tercer año consecutivo la emisora organizó un ciclo de debates sobre el estado de la cultura en el Museo del Prado. En esta ocasión se habló sobre artes escénicas, arte en internet, educación, moda y el estado de la cultura en el siglo XXI con la participación de Miguel Falomir, Alberto Fesser, Lourdes Fernández, Daniel Canogar, Agatha Ruiz de la Prada, Fran Perea, Israel Elejalde, Modesto Lomba, Concha Jerez y Natalia Menéndez, entre otros.

### Cultura 18
Del 16 al 20 de abril de 2018 organizó un ciclo de debates sobre la cultura en el Museo del Prado. En esta ocasión se habló sobre el valor de la cultura, el arte transgresor, cultura y medio ambiente, arte y feminismo y flamenco con la participación de Juan Ignacio Vidarte, Ignasi Miró, Helga de Alvear, Joaquín Arajuo, Domingo Sánchez Blanco, Arcángel, Isabel Muñoz, Ana Santos, Eugenio Ampudia, Olga Pericet o Susana Blas, entre otros.

### Cultura 19
Del 22 al 25 de abril de 2019 organizó un ciclo de debates sobre la cultura en el Museo del Prado. Sobre Cultura y sociedad, Arquitectura, Edición de Libros y Ciencia y Cultura. Con la presencia, entre otros, de Judit Carrera, Maribel López, Domingo Sánchez Mesa, Martha Thorne, José María Ezquiaga, Ariadna Cantís, María Lynch, Pilar Reyes, María Blasco o Alberto Casas.

### Cultura 21
Del 19 al 23 de abril de 2021 organizó el ciclo de debates en el Museo del Prado. Sobre el futuro de la cultura, la música, cine alternativo, educación post pandemia y literatura. Con la presencia, entre otros, de Santiago Auseron, Lorenzo Silva, Isabel Coixet, Laura Ferrero, Rosa Ferré, Javiera Mena, Albert Serra, José Antonio Marina, Alejandro Tiana y Marta Sanz.

### Cultura 22
Entre los días 25 y 29 de abril de 2022 organizó el ciclo de debates en el Museo del Prado. Sobre novela negra, cine y pintura, música clásica en tiempos de playlist, cine y pintura y la cultura en tiempos distintos. Con la participación, entre otros, de Miquel Iceta, Paula Bonet, Christina Rosenvinge, Flip Custic, Marta Robles, Ana Rujas, Saioa Hernández, Arantxa Aguirre y María Folguera.

### Cultura 23
Entre los días 17 y 21 de abril de 2023 organizó un nuevo ciclo de debates en el Museo del Prado. Sobre el futuro de la cultura, feminismo, comic, el Mediterráneo y la Europa Cultual. Con la participación, entre otros, de Remedios Zafra, Kenny Ruth, Edu Galan, Angelica Dass, Angeles Gonzalez Sinde, Carla Berrocal, Laila Hotait, Antonia Blau y Gaia Danese, entre otros.

### Cultura 24
Entre los días 8 y 12 de abril de 2024 se desarrolló en el Museo del Prado un ciclo de conversaciones sobre el valor del arte, la cultura y periferias, el humor, la gastronomía y el circo. Con la participación, entre otros, de Elvira Dyangani Ose, Guillermo Solana, Ana Morgade, Javier Peña, Miguel Maldonado, Shacha Ormaechea, Manolo Alcantara, Bet MIralta, Sara Peral, Ines Harnand y Ana Cristóbal.

### Cultura 25
Entre los días 31 de marzo y 4 de abril de 2025 Radio 3 organizó en el Museo del Prado un ciclo de debates. En esta edición sobre el arte y la desesperanza, imagen y palabra, la creación artificial, la cancelación y el diseño. Con la participación, entre otros, de Ernest Urtasun, Zahara, Valerio Rocco, Alfonso Armada, Darío Adanti, José Luis de Vicente, Paco Bezerra, Manuel Rico, Ana Gea, Marina Núñez y Eugenia Tenenbaum.

## Dirección
- Alfonso Gallego (1979-1981)
- Fernando González Delgado (11.02.1981-01.12.1981)
- Eduardo García Matilla (1981-1982)
- Pablo García (1982-1986)
- Fernando Argenta (1986-1988)
- José Ramón Rey (1988-1989)
- Pedro H. Muñoz (1989-1991)
- José Antonio Visuña (1991-1994)
- Carlos Garrido (1994-1996)
- José Luis Ramos (1996-1998)
- Paco Pérez Bryan (1998-1999)
- Federico Volpini (1999-2003)
- Beatriz Pécker (2003-2005)
- José Antonio Martín Morán Jami (2005-2007)
- Javier Díez Ballesteros (2007-2008)
- Lara López (2008-2012)
- Tomás Fernando Flores (2012-)

## Frecuencias

### FM

#### Andalucía
- Algeciras: 103.1 FM
- Almería: 94.9 FM
- Almonaster la Real: 96.4 FM
- Antequera: 99.5 FM
- Baza: 106.0 FM
- Cabra: 103.8 FM
- Córdoba: 98.6 FM
- El Ejido: 96.0 FM
- Granada: 94.4 FM
- Granada/Íllora: 93.9 FM
- Huelva: 99.0 FM
- Huércal-Overa: 103.9 FM
- Jaén: 96.0 FM
- Jerez de la Frontera: 96.7 FM
- Málaga: 99.8 y 104.0 FM
- Ronda: 91.6 FM
- Santa Eufemia: 98.0 FM
- Sevilla: 98.8 FM
- Sierra de Lújar: 94.2 FM
- Vélez-Málaga: 98.7 FM

#### Andorra
- Andorra la Vieja: 107.9 FM

#### Aragón
- Alcañiz: 101.1 FM
- Arguis: 101.5 FM
- Barbastro: 105.1 FM
- Caspe: 91.7 FM
- Ejea de los Caballeros: 106.4 FM
- Fraga: 102.2 FM
- La Muela: 96.3 FM
- Montalbán: 96.4 FM
- Peracense: 100.6 FM
- Santa Cruz de la Serós: 100.3 FM
- Sierra de Javalambre: 93.9 FM
- Sierra de Vicort: 99.7 FM
- Teruel: 94.5 FM
- Zaragoza: 106.2 FM

#### Asturias
- Avilés: 95.6 FM
- Boal: 88.2 FM
- Cangas del Narcea: 87.7 FM
- Cangas de Onís: 104.0 FM
- Gijón: 102.0 FM
- Llanes: 95.0 FM
- Luarca: 100.3 FM
- Oviedo: 90.3 FM
- Panes: 100.7 FM
- Quirós: 94.4 FM
- San Martín del Rey Aurelio: 100.2 FM
- San Antolín de Ibias: 95.8 FM
- Villanueva de Oscos: 105.7 FM

#### Canarias
- Antigua: 98.0 FM
- Arrecife: 102.8 FM
- El Paso: 106.1 FM
- Fuencaliente de La Palma: 98.7 FM
- Haría: 102.3 FM
- La Frontera: 96.4 FM
- Las Palmas de Gran Canaria: 98.5 FM
- Los Cristianos: 95.4 FM
- Maspalomas: 100.9 FM
- Observatorio del Teide: 90.0 FM
- Puerto del Rosario: 100.6 FM
- Santa Cruz de La Palma: 106.1 FM
- Santa Cruz de Tenerife: 105.7 FM
- Vallehermoso: 105.2 FM
- Valverde: 104.9 FM

#### Cantabria
- Castro Urdiales: 98.7 FM
- Guriezo: 95.9 y 103.1 FM
- Potes: 105.4 FM
- Puentenansa: 95.4 FM
- Reinosa: 98.2 FM
- Santander: 102.9 FM
- Torrelavega: 103.4 FM
- Valderredible: 104.3 FM

#### Castilla-La Mancha
- Albacete: 99.0 FM
- Alcaraz: 97.0 FM
- Algora: 92.2 FM
- Almansa: 95.6 FM
- Campillo de Altobuey: 101.3 FM
- Ciudad Real: 94.1 FM
- Cuenca: 96.9 FM
- Guadalajara: 103.7 FM
- Hellín: 101.5 FM
- Herencia: 94.5 FM
- Higueruela: 103.3 FM
- La Almarcha: 102.4 FM
- Molina de Aragón: 98.4 FM
- Munera: 99.1 FM
- Priego: 98.5 FM
- Puebla de Almenara: 90.0 FM
- Puertollano: 91.8 FM
- Sigüenza: 107.9 FM
- Toledo: 106.4 FM
- Valdepeñas: 97.3 FM
- Talavera de la Reina (Toledo): 94.7 FM

#### Castilla y León
- Aranda de Duero: 101.6 FM
- Ávila: 97.8 FM
- Béjar: 99.9 FM
- Bembibre: 99.9 FM
- Benavente: 97.9 FM
- Burgos: 91.2 FM
- Cervera de Pisuerga: 97.3 FM
- Covaleda: 98.8 FM
- El Barco de Ávila: 91.2 FM
- El Burgo de Osma: 88.7 FM
- El Cabaco: 95.4 FM
- Espinosa de los Monteros: 98.6 FM
- Guardo: 98.0 FM
- León: 89.3 FM
- Medinaceli: 100.3 FM
- Miranda de Ebro: 101.7 FM
- Ólvega: 95.5 FM
- Palencia: 97.6 FM
- Peña de Francia: 95.4 FM
- Puebla de Sanabria: 100.3 FM
- Salamanca: 91.4 FM
- San Leonardo de Yagüe: 100.9 FM
- San Pedro Manrique: 102.7 FM
- Segovia: 95.8 FM
- Soria: 94.3 FM
- Valladolid: 92.2 FM
- Valle de Mena: 101.2 FM
- Villablino: 91.4 FM
- Villadiego: 103.3 FM
- Villafranca del Bierzo: 97.5 FM
- Zamora: 98.5 FM

#### Cataluña
- Barcelona: 98.6 FM
- Bosost: 105.2 FM
- Collsuspina: 103.1 FM
- Gerona: 95.9 FM
- Igualada: 105.1 FM
- Lérida: 97.8 FM
- Manresa: 100.2 FM
- Pont de Suert: 96.8 FM
- Roquetas: 99.6 FM
- San Pedro de Ribas: 97.5 FM
- Solsona: 99.5 FM
- Soriguera: 106.4 FM
- Tarragona/Reus: 94.5 FM
- Monte Caro/Tortosa: 99.6 FM
- Valle de Arán: 89.0 FM
- Viella y Medio Arán: 104.4 FM

#### Ceuta
- Ceuta: 106.8 FM

#### Comunidad de Madrid
- Collado Villalba: 95.8 FM
- Madrid: 93.2 FM

#### Comunidad Valenciana
- Alcoy: 91.1 FM
- Alicante: 97.1 FM
- Benidorm: 102.1 FM
- Castellón de la Plana: 92.8 FM
- Confrides: 99.7 FM
- Elda: 97.6 FM
- Jeresa: 100.1 FM
- Onteniente: 102.4 FM
- Santa Pola: 94.3 FM
- Utiel: 89.1 FM
- Valencia: 95.1 FM
- Villena: 101.1 FM

#### Extremadura
- Badajoz: 92.2 FM
- Cáceres: 93.7 FM
- Llerena: 97.1 FM
- Mérida: 96.6 FM
- Montánchez: 99.3 FM
- Plasencia: 93.3 FM
- Zafra: 103.1 FM

#### Galicia
- Carballo: 88.8 FM
- Castrelo del Valle: 106.4 FM
- El Barco de Valdeorras: 100.3 FM
- La Coruña: 94.5 FM
- Lugo: 99.6 FM
- Muros: 93.4 FM
- Orense: 99.4 FM
- Parada de Sil: 94.3 FM
- Piedrafita del Cebrero: 105.3 FM
- Pontevedra: 94.6 FM
- Ribadeo: 101.8 FM
- Santiago de Compostela: 99.0 FM
- Sierra del Gistral: 104.2 FM
- Vigo: 97.4 FM
- Vimianzo: 102.5 FM

#### Islas Baleares
- Alcudia: 97.4 FM
- Buñola/Mallorca: 92.3 FM
- San José/Ibiza: 105.7 FM
- Mercadal/Menorca: 105.8 FM

#### La Rioja
- Calahorra: 96.5 FM
- Cervera del Río Alhama: 101.3 FM
- Logroño: 94.6 FM

#### Melilla
- Melilla: 105.3 FM

#### Navarra
- Bozate: 100.6 FM
- Estella: 100.5 FM
- Irañeta: 90.2 FM
- Isaba: 103.0 FM
- Lapoblación: 89.9 FM
- Leiza: 89.8 FM
- Lesaca: 97.0 FM
- Monasterio de Leyre: 99.6 FM
- Monreal: 93.0 FM
- Ochagavía: 95.9 FM
- Pamplona: 102.3 FM
- Roncesvalles: 103.4 FM
- Tudela: 91.3 FM
- Zudaire: 100.7 FM

#### País Vasco
- Beasáin: 94.9 FM
- Bermeo: 95.4 FM
- Bilbao: 99.2 FM
- Cenarruza-Puebla de Bolívar: 102.1 FM
- Éibar: 95.9 FM
- Irún/Jaizquíbel: 92.1 FM
- Legazpia: 99.1 FM
- San Sebastián: 98.9 FM
- Tolosa: 96.0 FM
- Vergara: 106.9 FM
- Vitoria: 99.5 FM

#### Región de Murcia
- Águilas: 100.6 FM
- Caravaca de la Cruz: 106.6 FM
- Cartagena: 97.5 FM
- Cieza: 99.0 FM
- Jumilla: 100.1 FM
- Sierra de Carrascoy: 96.0 FM
- Yecla: 103.7 FM

### DAB/DAB+
- Barcelona y Madrid: 11B 218.64 MHz (DAB)
- Bilbao, Pamplona y Santa Cruz de Tenerife: 10C 213.360 MHz (DAB+)
- Málaga: 9D 208.064 MHz (DAB+)
- Murcia: 9C 206.352 MHz (DAB+)

- Valencia, Castellón y Sevilla: 9A 202.928 MHz (DAB+)

### TDT
- Red de cobertura estatal: RGE2

## Logotipos

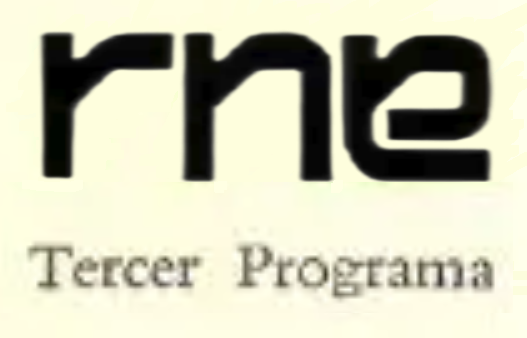
Logo del Tercer Programa de RNE, utilizado entre 1971 y 1976,[37][38][39] y entre 1978 y 1981.
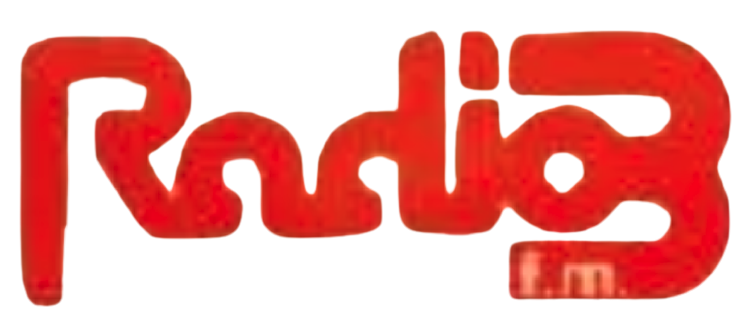
Logo de Radio 3 FM desde 1981 hasta 1986.
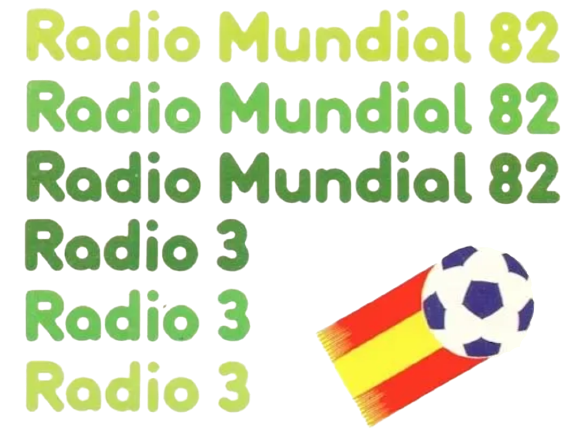
Logo de Radio Mundial 82 entre el 11 de junio y el 11 de julio de 1982.
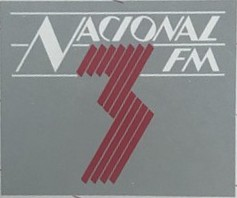
Logo de Nacional 3 FM entre 1986 y 1988.
Logo de Radio 3 utilizado entre 1988 y 1989, y entre 1991 y 1999.
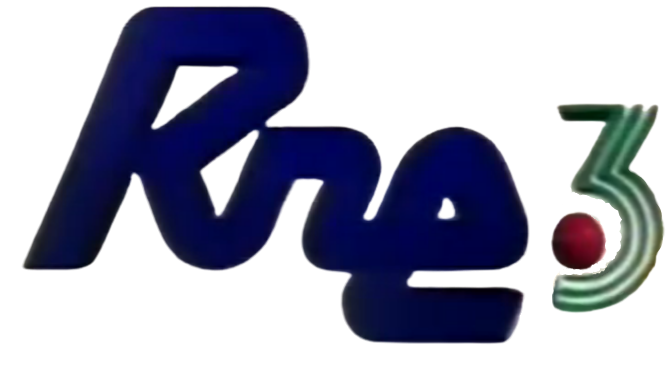
Logo entre 1989 y 1991.
Logo entre 1999 y 2008.
Logo utilizado entre 2008 y 2012.
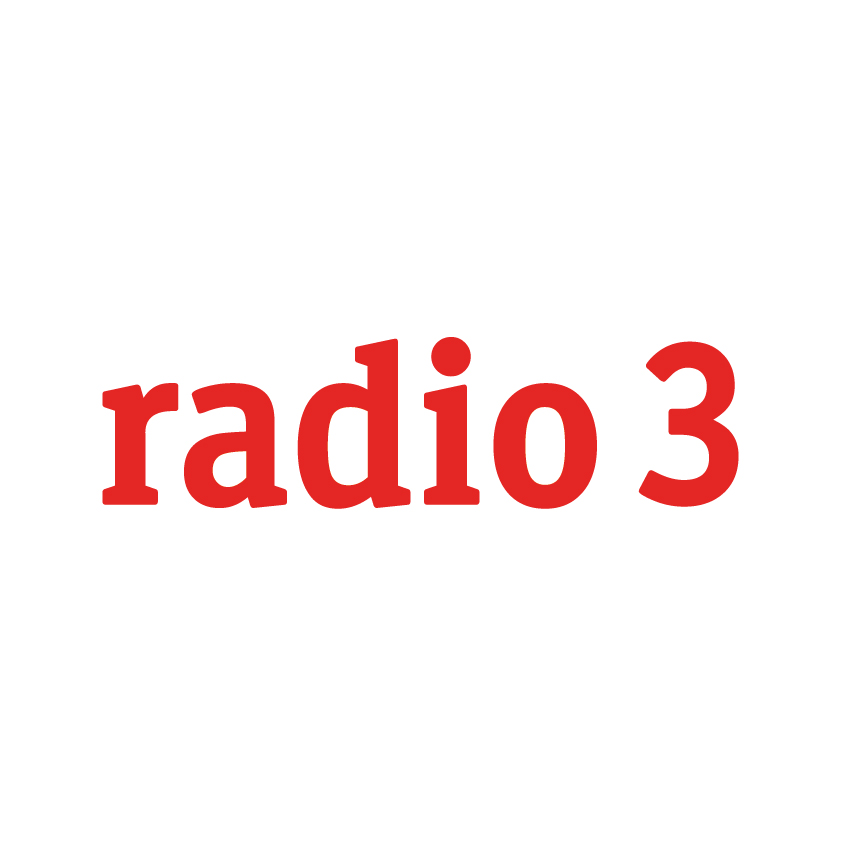
Logo desde 2012 hasta la actualidad.
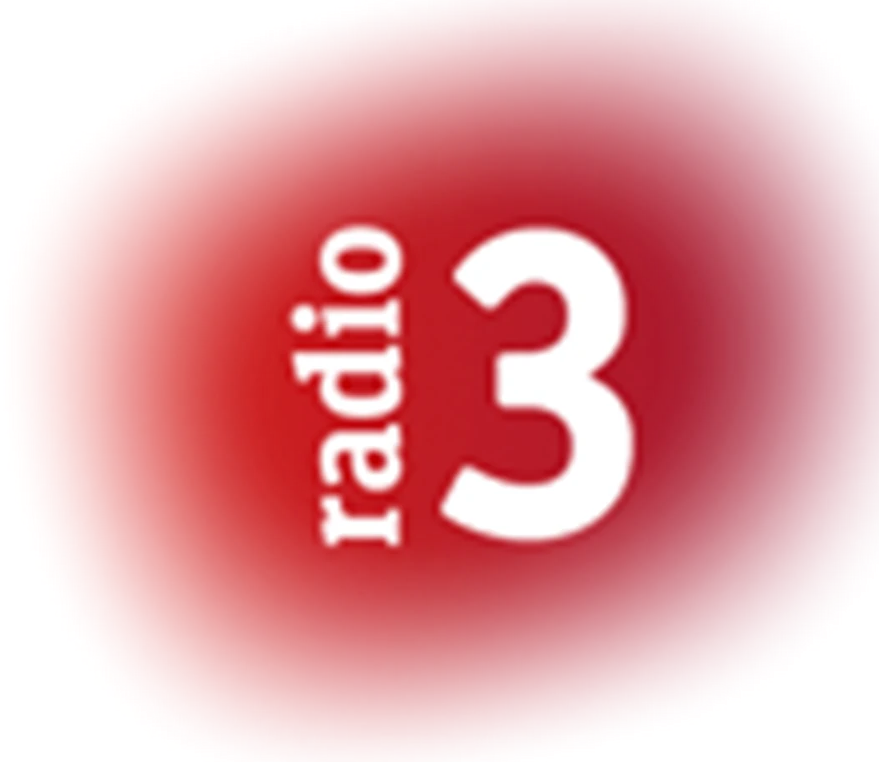
Logo utilizado en web desde 2016.